# Craspedosis picaria
Craspedosis picaria là một loài bướm đêm trong họ Geometridae.